# Deutz MTZ 120
Der Deutz MTZ 120 ist ein Schlepper, den Humboldt-Deutz von 1929 bis 1932 herstellte. Insgesamt wurden etwas mehr als 400 Stück von diesem Typ gebaut. Er war sowohl für den Einsatz auf der Straße als auch auf dem Acker konzipiert. Darüber hinaus verfügt der MTZ 120 über eine Riemenscheibe, mit der Dreschmaschinen, Häcksler und ähnliche Maschinen angetrieben werden können.
Der liegend eingebaute Zweizylinder-Dieselmotor mit 5722 cm³ Hubraum leistet 27 PS und wird mit Wasser gekühlt. Das Getriebe hat drei Vorwärtsgänge und einen Rückwärtsgang.